# John Gilroy
John Gilroy (Santa Monica, 24 giugno 1959) è un montatore statunitense.

## Biografia
John è figlio del drammaturgo, vincitore del Premio Pulitzer, Frank D. Gilroy e della scultrice e scrittrice Ruth Dorothy Gaydos. È fratello di Tony Gilroy e ha un fratello gemello di nome Dan, anch'egli nel mondo del cinema come sceneggiatore e regista. Ha lavorato con entrambi i fratelli. Ha una figlia di nome Carolyn che fa l'attrice.
Nel 2008 è entrato a far parte dell'Academy of Motion Picture Arts and Sciences.

## Filmografia parziale

### Montatore
- Who's the Man?, regia di Ted Demme (1993)
- Billy Madison, regia di Tamra Davis (1995)
- In cerca d'amore (Tumbleweeds), regia di Gavin O'Connor (1999)
- Narc - Analisi di un delitto (Narc), regia di Joe Carnahan (2002)
- Miracle, regia di Gavin O'Connor (2004)
- Suspect Zero, regia di E. Elias Merhige (2004)
- Uomini & donne (Trust the Man), regia di Bart Freundlich (2006)
- Michael Clayton, regia di Tony Gilroy (2007)
- Pride and Glory - Il prezzo dell'onore (Pride and Glory), regia di Gavin O'Connor (2008)
- Duplicity, regia di Tony Gilroy (2009)
- Salt, regia di Phillip Noyce (2010)
- Warrior, regia di Gavin O'Connor (2011)
- The Bourne Legacy, regia di Tony Gilroy (2012)
- Pacific Rim, regia di Guillermo del Toro (2013)
- Lo sciacallo - Nightcrawler (Nightcrawler), regia di Dan Gilroy (2014)
- Suicide Squad, regia di David Ayer (2016)
- Rogue One: A Star Wars Story, regia di Gareth Edwards (2016)
- End of Justice - Nessuno è innocente (Roman J. Israel, Esq.), regia di Dan Gilroy (2017)
- Velvet Buzzsaw, regia di Dan Gilroy (2019)

#### Reparto di montaggio
- Peggy Sue si è sposata (Peggy Sue Got Married), regia di Francis Ford Coppola (1986) - apprendista montatore
- Giardini di pietra (Gardens of Stone), regia di Francis Ford Coppola (1987) - secondo assistente del montatore
- American Playhouse, serie TV - 1 episodio (1990) - primo assistente del montatore
- C'eravamo tanto odiati (The Ref), regia di Ted Demme (1994) - montatore associato
- Beautiful Girls, regia di Ted Demme (1996) - montatore associato
- L'amore in gioco (Fever Pitch), regia di Peter e Bobby Farrelly (2005) - montatore aggiunto

### Montatore del sonoro
- Brusco risveglio (Rude Awakening), regia di David Greenwalt e Aaron Russo (1989) - assistente al montaggio sonoro
- Un uomo innocente (An Innocent Man), regia di Peter Yates (1989) - assistente al montaggio sonoro
- Il mistero Von Bulow (Reversal of Fortune), regia di Barbet Schroeder (1990) - assistente al montaggio sonoro
- I corridoi del potere (True Colors), regia di Herbert Ross (1991) - assistente al montaggio sonoro

### Produttore
- Duplicity, regia di Tony Gilroy (2009) - co-produttore

## Riconoscimenti
- 2015 - British Academy Film Awards
  - Candidatura per il miglior montaggio per Lo sciacallo - Nightcrawler
- 2008 - British Academy Film Awards
  - Candidatura per il miglior montaggio per Michael Clayton
- 2014 - Saturn Award
  - Candidatura per il  miglior montaggio per Pacific Rim
- 2013 - Saturn Award
  - Candidatura per il miglior montaggio per The Bourne Legacy
- 2008 - American Cinema Editors
  - Candidatura per il miglior montaggio per un film drammatico per Michael Clayton
- 2011 - Satellite Award
  - Candidatura per il miglior montaggio per Warrior
- 2014 - ACE Eddie Awards
  - Candidatura per il miglior montaggio per un film drammatico per Lo sciacallo - Nightcrawler